# Wytrzyszczki
Wytrzyszczki – wieś w Polsce położona w województwie łódzkim, w powiecie zgierskim, w gminie Parzęczew.
W latach 1975–1998 miejscowość administracyjnie należała do ówczesnego województwa łódzkiego. W 2021 zamieszkiwało ją 3,4% mieszkańców gminy Parzęczew.
We wsi znajdują się pozostałości cmentarza ewangelickiego: dwa filary z bramy wjazdowej (ozdobione wnękami w formie krzyży i datą 1938), dłuższa belka drewnianego krzyża (obalona) oraz kilkanaście zdewastowanych nagrobków i mogił ziemnych, jak również pozostałość po studni.